# Sophista
Sophista este un gen de fluturi din familia Hesperiidae. 

## Specii
- Sophista aristoteles (Westwood, 1852)
- Sophista latifasciata (Spitz, 1930)